# Celeo (ladro)
Celeo (in greco antico Κελεός) era un personaggio della mitologia greca, abitante dell'isola di Creta e famoso ladro ardito, di cui si raccontano le gesta.

## Mitologia
Celeo, un giovane ragazzo con i suoi compagni Laio, Cerbero e Egolio decisero di rubare il miele in un luogo proibito, proprio dove Rea all'alba dei tempi aveva concepito Zeus e posto a cui l'entrata era inviolabile da parte di chiunque.
Per l'impresa i ladri decisero di vestirsi di bronzo, che doveva servire contro le api poste di guardia all'alveare che forniva il sacro miele, primo cibo di Zeus.
Entrati nella caverna non trovarono ostacolo alcuno sin quando raggiunsero la culla del dio ma qui misteriosamente le loro armature caddero e si udì un tuono minaccioso. A nulla servì l'intervento di Temi che cercava di calmare il dio poiché egli non ebbe pietà per i colpevoli, che furono trasformati tutti in uccelli: Celeo in cornacchia, mentre i suoi amici in ossifraga e tordo.

### Interpretazione e realtà storica
Si raccontava che nella caverna ogni anno proprio in coincidenza con la nascita del padre degli dei si vedesse un misterioso fuoco provenire dall'interno.

### Fonti
- Antonino Liberale, Metamorfosi 19

### Moderna
- Luisa Biondetti, Dizionario di mitologia classica, Milano, Baldini&Castoldi, 1997, ISBN 978-88-8089-300-4.
- Pierre Grimal, Enciclopedia della mitologia 2ª edizione, Brescia, Garzanti, 2005, ISBN 88-11-50482-1. Traduzione di Pier Antonio Borgheggiani